# Tipula (Labiotipula) macrolaboides
Tipula (Labiotipula) macrolaboides is een tweevleugelige uit de familie langpootmuggen (Tipulidae). De soort komt voor in het Nearctisch gebied.